# ツムット

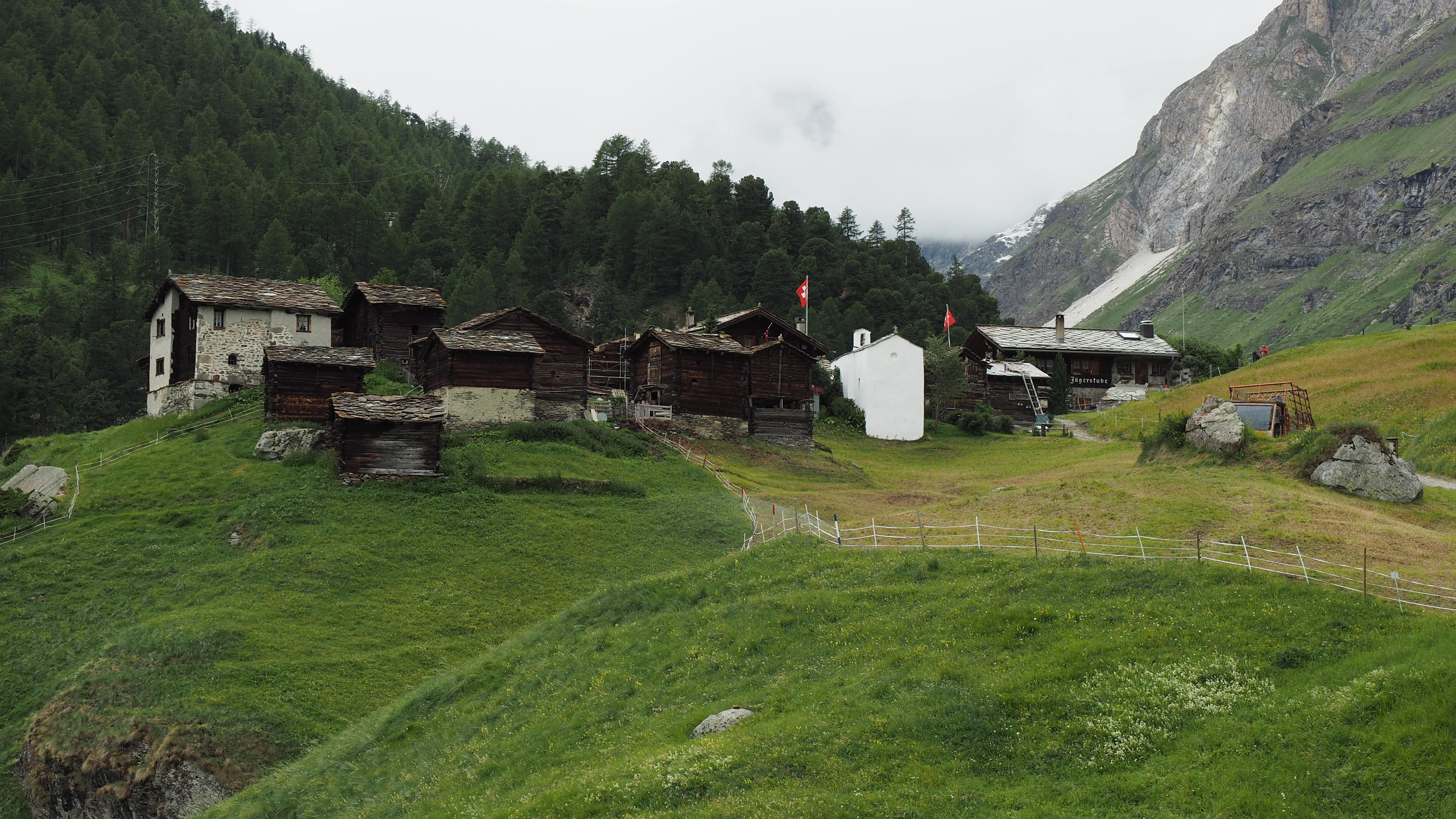
ツムット（Zmutt）

ツムット（Zmutt または Z'Mutt）はスイス ヴァレー州ツェルマットの集落である。伝統的な形式の木造建築20ほどで構成され、礼拝堂にはヴァレー州の守護聖人であるアレクサンドリアのカタリナが祀られる。
集落はツムット谷（Zmutttal）の東の端、ツムット川（Zmuttbach）左岸の標高1,936 m地点にある。ツェルマットの街から徒歩約1時間でツムットを抜け、橋を渡ってツムット氷河（Zmuttgletscher）末端に近いスタッフェル（Stafel）に至り、川の右岸を1時間半ほど下って戻る散策路を、エドワード・ウィンパーはマッターホルンの眺めが素晴らしく、お薦めと評した。

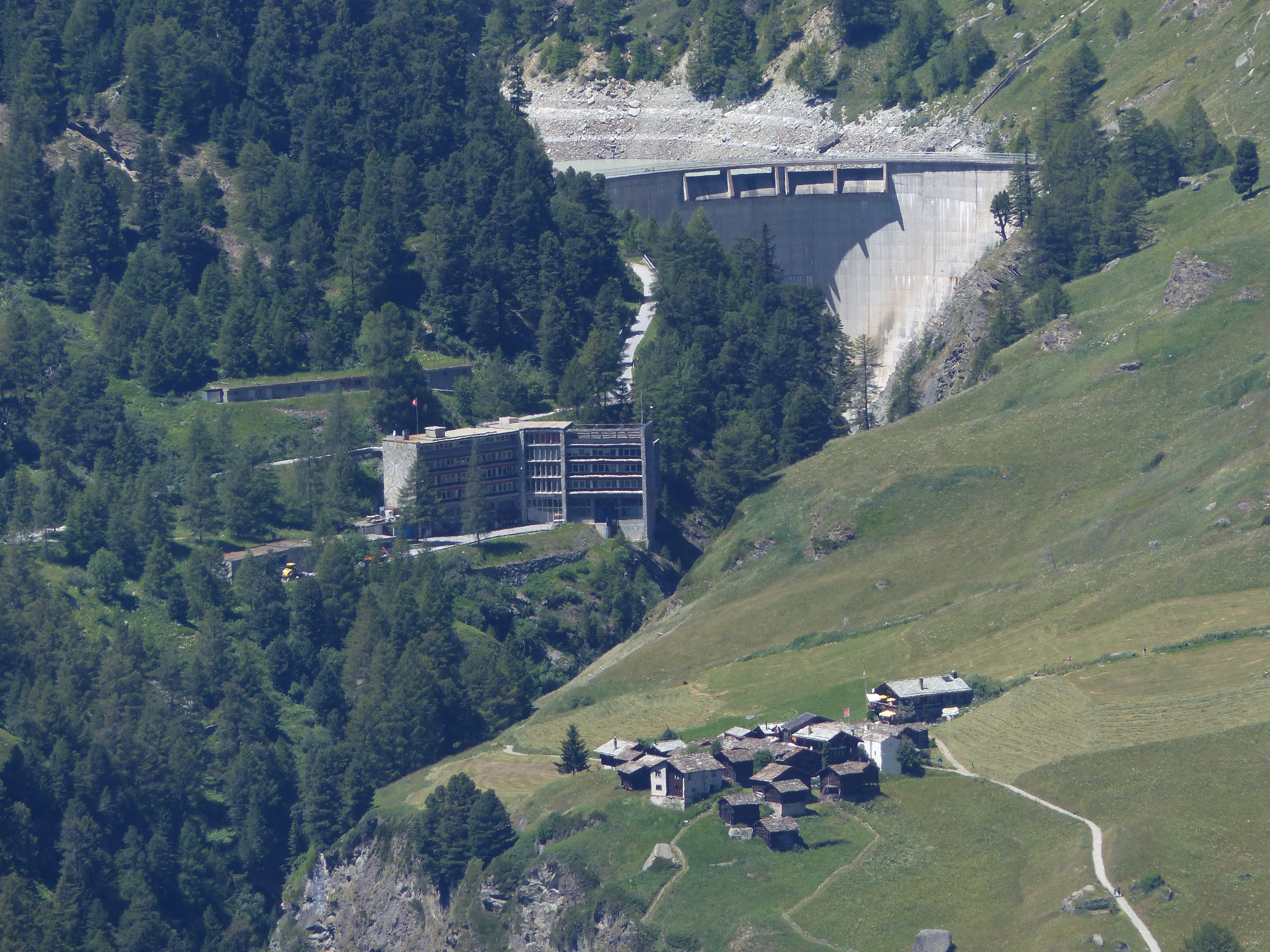
ツムットの集落とツムットダム

集落の約600 m西にあるツムットダムはグランド・ディクサンス水力発電所（Die Wasserkraftanlage von Grande Dixence）の一部である。1964年に建設されたツムットダムは74 mの高さをもち、集められた水はポンプにより標高2364 m、貯水量4億 m3のディックス湖（Lac des Dix）に送水される。